# Maria Luís Albuquerque

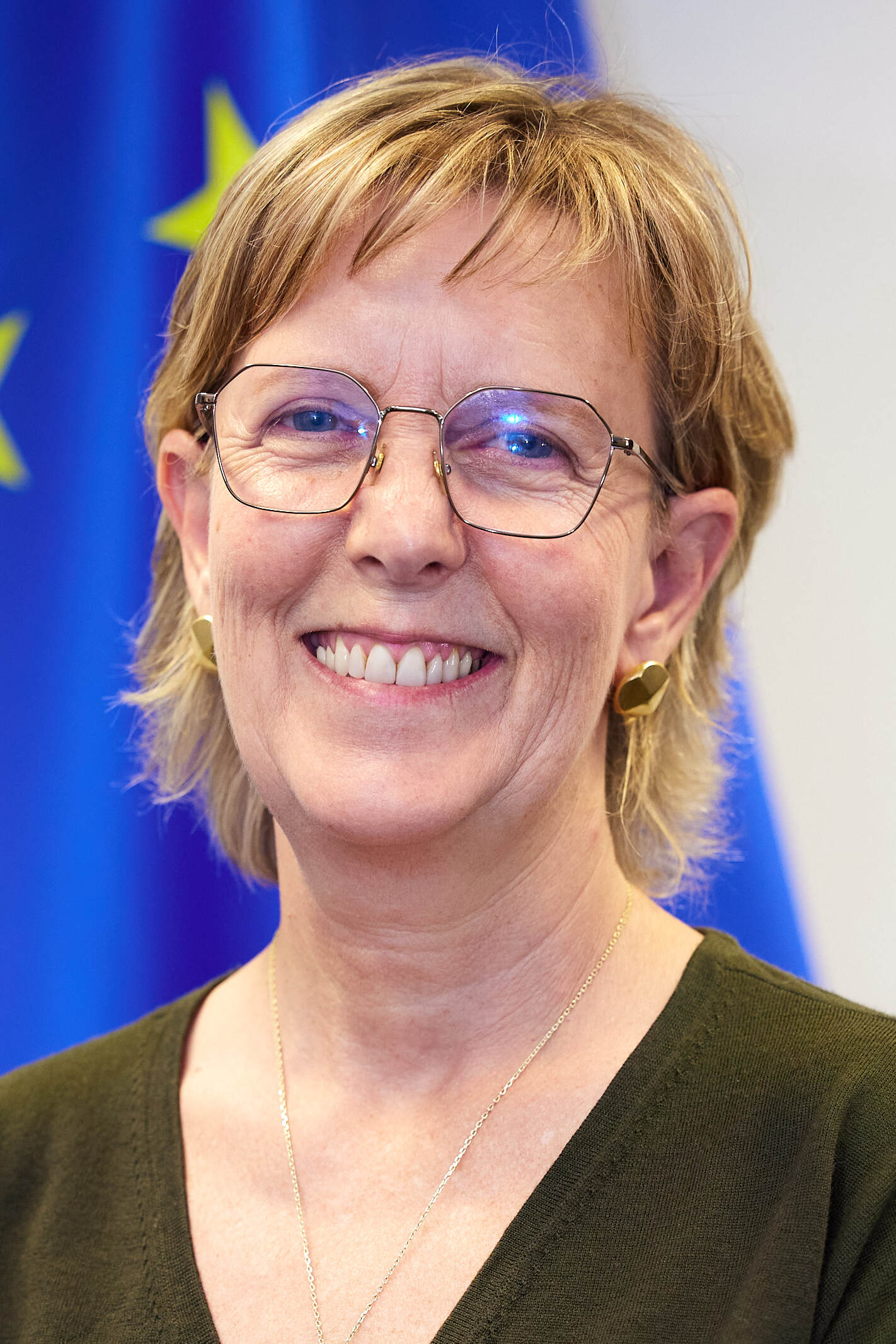
Maria Luís Albuquerque (2024)

Maria Luís Casanova Morgado Días de Albuquerque (* 16. September 1967 in Braga) ist eine portugiesische Wirtschaftswissenschaftlerin und Politikerin (PSD). Seit 2024 ist sie EU-Kommissarin für Finanzdienstleistungen und die Spar- und Investitionsunion in der Kommission von der Leyen II. Von 2013 bis 2015 war sie Finanzministerin Portugals.

## Leben
Maria Luís Albuquerque studierte bis 1991 an der Universität Lusíada und erreichte 1997 einen Master in Monetäre Ökonomie und öffentlich-rechtliche Finanzwirtschaft am Instituto Superior de Economia e Gestão der Technischen Universität von Lissabon.
Sie begann ihre berufliche Laufbahn als höhere Beamtin im portugiesischen Finanzministerium zwischen 1996 und 1999, arbeitete im Amt für Studien und Konjunkturprognosen zwischen 1999 und 2001 und war Beraterin des Staatssekretärs für Finanzen im Jahr 2001. Zwischen 1991 und 2006 lehrte sie an der Universität Lusíada, dem Instituto Superior de Economia e Gestão und dem Ableger der Universidade Moderna in Setúbal. Von 2001 bis 2007 leitete sie als Direktorin die Finanzabteilung des staatlichen Eisenbahnunternehmens Refer und führte das Zentrum für Emissionen, Märkte and Management am Instituto de Gestão da Tesouraria e do Crédito Público zwischen 2007 und 2011. Zwischen 2011 und Juli 2013 war sie erster Staatssekretär für das Schatzamt und Finanzen und Staatssekretärin des Finanzministeriums. Von Juli 2013 bis 2015 war sie Finanzministerin Portugals.
Am 1. Dezember 2024 wurde sie zur EU-Kommissarin für Finanzdienstleistungen und die Spar- und Investitionsunion in der Kommission von der Leyen II ernannt.
Als Ministerin war Albuquerque noch parteilos, später trat sie der konservativ-liberalen Partido Social Democrata bei.